# يحيى حامد
يحيى حامد عبد السميع حامد الاخرس (1978-)، سياسي مصري شغل منصب وزير الاستثمار في حكومة هشام قنديل في الفترة بين مايو ويوليو 2013. ويعد ثاني أصغر وزير في تاريخ مصر بعد فؤاد سراج الدين.

## نشاته وحياته
ولد يحيي حامد في عام 1978.

## الدراسة
تخرج في كلية الألسن عام 1999، وحصل على ماجيستير في الإدارة العامة من الأكاديمية العربية للعلوم والتكنولوجيا، ودبلوم مبيعات من الجامعة الأمريكية بالقاهرة.

## العمل والمناصب
عمل حامد مديرً لإدارة مشروعات التسويق بإحدي شركات الاتصالات في مصر في الفترة من 2004-2010، كما عمل مدير وحدة البيع المباشر بنفس الشركة في الفترة من 2010-2012، وعمل كمستشارا تسويقيا واداريا للعديد من الشركات الكبري في مصر والسعودية والأردن.
ترأس مكتب المتابعة الذي قام من خلاله بالاشراف على العديد من المشروعات من أهمها: طرح منظومة للمراقبة على منتجات البترول، ومنظومة تحرير سعر الطحين، ودعم القطاع السياحي من خلال تسهيلات في التآشيرات والطيران, الاشراف على مشروع مدينة مطار القاهرة, تطوير محور قناة السويس, عمل برنامج للشراء الحكومي الموحد.
عمل مستشارا للرئيس مرسي والمتحدث الرسمي لحملته الانتخابية كما أنه أحد المؤسسين للجنة العلاقات الخارجية في حزب الحرية والعدالة.

## ما بعد أحداث 2013
عقب ثورة 30 يونيو و الأطاحة بنظام الرئيس محمد مرسي، استقال يحيى حامد من منصبه كوزير للاستثمار وانضم لصفوف الرافضين للثورة والمطالبين بعودة "الشرعية". تورى عن الأنظار حتى مغادرته مصر وظهوره لأول مرة في لقاء مع الصحفي أحمد منصور في برنامج بلا حدود يوم 11 ديسمبر 2013 حين كشف عن تفاصيل الأيام والساعات الأخيرة من حكم الرئيس مرسي وكواليس تصوير آخر خطاب له في القصر قبل احتجازه.
أصبح لاحقا معارضا لنظام الرئيس عبد الفتاح السيسي.
في يونيو 2019، نشر حامد مقالة بعنوان «الاقتصاد المصري لا يزدهر. إنه ينهار.» على موقع فورين بوليسي ينتقد التعاطي "السيء" لنظام السيسي مع ملف الإقتصاد. هذا المقال أثار غضب وسائل الإعلام الموالية للنظام المصري والتي وصفته بـ"الفاشل" و"الهارب".

### الملاحقة القضائية
كشفت وزارة العدل في يونيو 2017 عن نيتها تقديم طلب رسمي للإنتربول لإجبار دولة قطر على تسليم قيادات إخوانية "هاربة" لديها ومن بين هذه القيادات، الوزير السابق يحيى حامد. قضت محكمة جنح الأزبكية، الاربعاء 4 فبراير 2015، غيابيا بحبس الوزير السابق يحيى حامد لمدة عام مع الشغل والنفاذ بتهمة "صفع طفل بميدان رمسيس" عقب مظاهرات 30 يونيو 2013.

## روابط خارجية
- حساب تويتر الرسمي ليحيى حامد